# Bruno III z Bergu
Bruno III z Bergu (ur. przed 1140, zm. po 1193) – arcybiskup Kolonii i książę-elektor Rzeszy od 1191 do 1193 pochodzący z rodu hrabiów Bergu.

## Życiorys
Bruno był jednym z synów hrabiego Bergu Adolfa II. Jego rodzina należała do najmożniejszych i najbardziej wpływowych w arcybiskupstwie Kolonii. Spośród jego braci Engelbert był hrabią Bergu, Eberhard hrabią Alteny, zaś Fryderyk był arcybiskupem Kolonii w latach 50. XII wieku. Kariera kościelna Brunona rozpoczęła się najpóźniej w 1156, gdy został następcą swego brata Fryderyka jako prepozyt jednej z kolońskich kapituł. W 1168 został prepozytem kapituły katedralnej w Kolonii, a w 1179 kustoszem katedry. W latach 70. XII w. odbył pielgrzymkę do Ziemi Świętej, wpisując się w ten sposób w rodzinną tradycję.
W 1191 został wybrany, dzięki poparciu swoich krewnych, na arcybiskupa Kolonii – Lotar z Hochstaden wybrany za sprawą konkurentów hrabiów Bergu, hrabiów Are-Hochstaden, został zmuszony do rezygnacji. W styczniu 1192 został zatwierdzony przez cesarza Henryka VI. Wkrótce jednak doszło do konfliktu Brunona z cesarzem na tle obsady biskupstwa Liège, gdzie w 1191 doszło do podwójnego wyboru biskupa: Alberta z Louvain i Alberta z Rethel. Bruno pozostawił rozstrzygnięcie sporu cesarzowi, który nieoczekiwanie wskazał innego kandydata, byłego rywala Brunona do tronu kolońskiego, Lotara z Hochstaden. Sprzeciwił się temu papież Celestyn III, który nakazał Brunonowi wyświęcenie Alberta z Louvain i ekskomunikowanie Lotara. Co prawda czynności tych dokonał arcybiskup Reims Wilhelmowi, ale cesarz wystąpił przeciwko Brunonowi m.in. blokując Ren. Doszło do konfliktu zbrojnego, w którym Bruno wraz ze swymi sojusznikami (przede wszystkim wspomagającymi Alberta z Louvain książętami Brabancji) pokonał sprzymierzeńców cesarskich. Efektem tych zmagań było umocnienie pozycji hrabiów Bergu w Nadrenii i wyeliminowanie na pewien czas hrabiów Are-Hochstaden jako ich konkurentów.
Z uwagi jednak na wiek i słabość już w 1193 złożył ten urząd i wycofał się do związanego ze swoją rodziną klasztoru Altenberg, gdzie spędził ostatni okres życia i został pochowany. Zapewnił jednak następstwo po sobie swemu bratankowi Adolfowi z Alteny. Swoją karierę Bruno zawdzięczał wpływom swojej rodziny w Kolonii i podczas sprawowania swych urzędów uczynił wiele, aby wpływy te utrzymać i umocnić.